# قضاء جمجمال
جمجمال قضاء من أقضية العراق، يقع في محافظة السليمانية في العراق.